# 西川ちひろ
西川 ちひろ（本名：西川 智優（にしかわ ちひろ）、1989年7月7日 - ） は、神奈川県出身の女優、タレント。
立教大学現代心理学部出身。身長166cm、血液型A型。趣味・特技は、俳句・書道・ダンス・歌。

## 来歴
- 2008年　MBSラジオ「ゴチャ・まぜっ!」×オリコン・エンタテインメント「De☆View」コラボオーディションミスパーソナリティグランプリ2008でグランプリを受賞。

## 出演

### テレビ
- キャンパスナイトフジ（フジテレビ・2009年11月6日「ピッカピカの1年生オーディション」）

### ラジオ
- ゴチャ・まぜっ！木曜日 ミニコーナー（2008年10月 - 2009年1月、MBSラジオ）
- DJ Tomoaki's Radio Show!（2010年9月9日、下北FM） - ※シークレットゲストとして出演

### 雑誌
- De☆Viewインタビュー（2009年9月号、オリコン・エンタテインメント）